# PGC 10104
LEDA/PGC 10104 ist eine Balken-Spiralgalaxie vom Hubble-Typ SBb im Sternbild Widder auf der Ekliptik. Sie ist schätzungsweise 387 Millionen Lichtjahre von der Milchstraße entfernt und hat einen Durchmesser von etwa 105.000 Lichtjahren. Vom Sonnensystem aus entfernt sich das Objekt mit einer errechneten Radialgeschwindigkeit von näherungsweise 8.600 Kilometern pro Sekunde.
Im selben Himmelsareal befinden sich unter anderem die Galaxien NGC 1030, IC 248, PGC 10064, PGC 1553306.